# Giuseppe Livizzani Mulazzani
Giuseppe Livizzani Mulazzani (Modena, 20 marzo 1688 – Roma, 20 marzo 1754) è stato un cardinale italiano.

## Biografia
Nacque il 20 marzo 1688.
Venne creato cardinale nel concistoro del 26 novembre 1753 da papa Benedetto XIV.
Ricevette esclusivamente gli ordini minori.
Morì il 20 marzo 1754, giorno del suo 66º compleanno.